# Harald Zetterberg

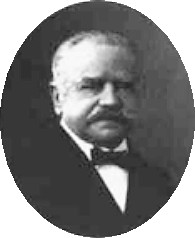
Harald Zetterberg.

Carl Harald Bernhard Zetterberg, född 1 april 1837 på Hersby gård, Lidingö, död 19 januari 1917 på Sticklinge gård, Lidingö, var en svensk godsägare och filantrop. Tillsammans med hustrun Fanny testamenterade han 1915 medel för stipendiefonden Stiftelsen Harald och Fannys Uppfostringsfond.

## Biografi

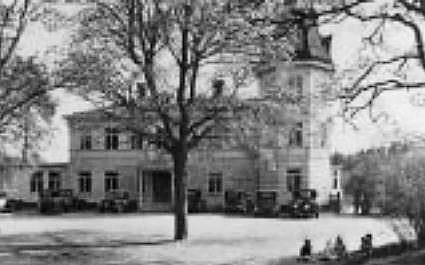
Sticklinge gårds huvudbyggnad 1929.

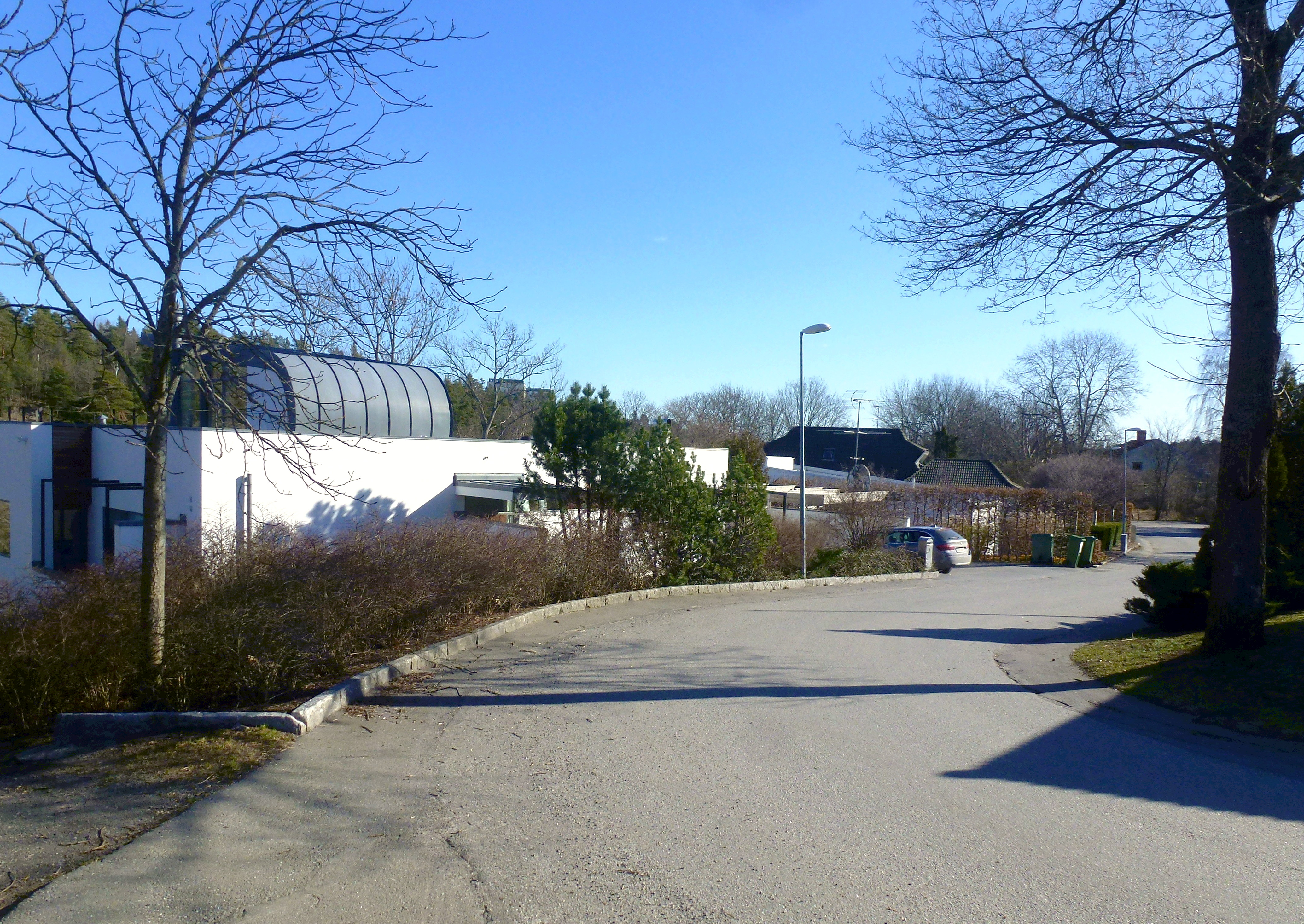
Patron Haralds väg, Sticklinge, 2020.

Harald Zetterbergs föräldrar var Johan August Zetterberg, kallad ”Lidingökungen” och Maria Lindbom (1810-1889). Båda var ensamma barn till storjordbrukare på Lidingö. I och med giftermålet blev de storgodsägare och innehade som mest cirka 66 procent av hela Lidingön (motsvarande 900 hektar). 
Harald Zetterberg föddes på föräldrarnas gård Hersby och hade tre syskon. 1855 tog han studenten i Uppsala, därefter blev han jordbrukare på Sticklinge gård, en av familjens fyra egendomar på Lidingön. 1873 gifte han sig med Fanny Maria Jacobina Söderberg (1844-1919). Deras äktenskap blev barnlöst. Efter faderns död 1878 övertog han Sticklinge gård och lät genomföra en omfattande ombyggnad av mangården efter ritningar av litografen och arkitekten Otto August Mankell.
Zetterberg engagerade sig kommunalt i ledande ställning under 40 år och verkade bland annat för skolans upprustning, sjukvården, kyrkan, kommunikationerna och för introduktionen av telefonen på ön. Han visade även ett konstnärligt intresse och var själv en begåvad porträttmålare. Till familjens bekantskapskrets hörde dåtidens främsta konstnärselit, bland dem Bruno Liljefors, Anders Zorn och Carl Larsson.
Genom sina stora markinnehav på Lidingön kunde syskonen Zetterberg skapa sig en ansenlig förmögenhet, dels med sommarstugebyggande för uthyrning och dels genom tomtförsäljning. Lidingö blev från 1870-talet en attraktiv sommarö där välbärgade Stockholmare hade sina sommarnöjen. År 1915 testamenterade Harald och Fanny Zetterberg 200 000 kr till Stiftelsen Harald och Fannys Uppfostringsfond, en stipendiefond för mindre bemedlade, men studiebegåvade barn från ön.

### Tiden efter Harald Zetterberg
Efter Harald Zetterberg död såldes gårdens mark och en del förvandlades till en golfbana för Lidingö golfklubb som invigdes 1927. Sticklinge gårds gamla huvudbyggnad användes sedan av golfklubben som klubbhus fram till 1938 då nuvarande klubbhus invigdes. Sticklinge gårds huvudbyggnad finns inte kvar längre, det brändes ner 1980 efter att bland annat ha varit uthyrt till ett konstnärskollektiv. På platsen uppfördes några villor. Idag minner den där belägna Patron Haralds väg om den tidigare ägaren.
Zetterberg fann sin sista vila i familjegraven på Lidingö kyrkogård där han gravsattes den 25 mars 1917. Gravvården finns direkt söder om Lidingö kyrkas entré och är formgiven som en obelisk. Zetterbergsvägen i kommundelen Näset påminner idag om far och son Zetterberg.